# Bagua Grande
Bagua Grande, aussi connue sous le nom de Corazón de Amazonas, est une ville du nord du Pérou, capitale de la province d'Utcubamba dans le département d'Amazonas.
Fondée en 1861, la ville est située à 450 m d'altitude.
Sa population est de 40 947 habitants.
La ville ne doit pas être confondue avec Bagua, capitale de la province de Bagua, située à 16 km au nord-ouest dans le même département.